# 167 Urda
För andra betydelser, se Urda.
167 Urda eller A899 KC är en asteroid upptäckt 28 augusti 1876 av astronomen Christian Heinrich Friedrich Peters i Clinton, New York. Asteroiden har fått sitt namn efter Urd, en av nornorna inom nordisk mytologi.
Den tillhör asteroidgruppen Koronis.
Ockultationer av stjärnor har observerats.